# 向阳峪水库
向阳峪水库是中国内蒙古自治区呼伦贝尔市阿荣旗向阳峪镇境内的一座水库，位于嫩江水系音河支流上，建于1973年。水库正常库容为510万立方米，集雨面积为244平方千米，海拔为88.5米。